# Sachet d'alcool
Un sachet d'alcool est un petit sachet en plastique souple scellé, contenant une boisson alcoolisée. Ces sachets sont populaires en Afrique en tant que format d'alcool peu coûteux, et ont été interdits dans plusieurs pays africains en raison de préoccupations de santé publique et d'ordre civil.

## Interdictions
Les sachets d'alcool ont été interdits : 
- en 2004 au Kenya[1] ;
- en 2015 au Malawi[2] ;
- en 2016 au Cameroun[3] ;
- en 2017 en Tanzanie[4].